# John Klingberg
Den här sidan handlar om ishockeyspelaren. För den svenskamerikanske pastorn, se John Klingberg (pastor).
John Klingberg, född 14 augusti 1992 i Lerum, är en svensk professionell ishockeyback som spelar för Edmonton Oilers i NHL. Han valdes av Dallas Stars som 131:e spelare totalt i NHL-draften 2010.
2011 kom han med till JVM i Buffalo med sin bror Carl Klingberg där det svenska laget förlorade i semifinal på straffar mot Ryssland. 
2012 var Klingberg med och vann Sveriges andra JVM-guld i historien och det första sedan 1981. 
Den 6 april 2011 debuterade Klingberg för Tre Kronor i en landskamp mot Tyskland. Sverige vann matchen med 2-1 och Klingberg gick poänglös av isen.
Säsongen 2011–12 spelade han för Jokerit i finländska FM-ligan. Den 20 januari 2012 skrev Klingberg på ett tvåårskontrakt för Skellefteå AIK. Där han var med och tog SM-guld säsongen 2012/2013. Den 20 maj 2013 skrev Klingberg på för sin gamla klubb Frölunda HC.

## Statistik

### Klubbkarriär
| 2009–10           | Frölunda HC       | J20 SuperElit     | 27  | 0  | 5   | 5   | 32  | 5  | 1 | 0  | 1  | 6  |
| 2010–11           | Frölunda HC       | J20 SuperElit     | 13  | 3  | 14  | 17  | 29  | 7  | 1 | 10 | 11 | 6  |
| 2010–11           | Borås HC          | Allsvenskan       | 7   | 1  | 0   | 1   | 2   | —  | — | —  | —  | —  |
| 2010–11           | Frölunda HC       | Elitserien        | 26  | 0  | 5   | 5   | 10  | —  | — | —  | —  | —  |
| 2011–12           | Jokerit           | FM-l              | 20  | 1  | 2   | 3   | 8   | —  | — | —  | —  | —  |
| 2011–12           | Kiekko-Vantaa     | Mestis            | 6   | 1  | 4   | 5   | 0   | —  | — | —  | —  | —  |
| 2011–12           | Skellefteå AIK    | Elitserien        | 16  | 1  | 3   | 4   | 6   | 16 | 0 | 4  | 4  | 14 |
| 2012–13           | Skellefteå AIK    | Elitserien        | 25  | 1  | 12  | 13  | 6   | 13 | 1 | 3  | 4  | 8  |
| 2012–13           | Texas Stars       | AHL               | —   | —  | —   | —   | —   | 1  | 0 | 0  | 0  | 0  |
| 2013–14           | Frölunda HC       | SHL               | 50  | 11 | 17  | 28  | 12  | 7  | 0 | 4  | 4  | 2  |
| 2013–14           | Texas Stars       | AHL               | 3   | 0  | 1   | 1   | 4   | —  | — | —  | —  | —  |
| 2014–15           | Texas Stars       | AHL               | 10  | 4  | 8   | 12  | 6   | —  | — | —  | —  | —  |
| 2014–15           | Dallas Stars      | NHL               | 65  | 11 | 29  | 40  | 32  | —  | — | —  | —  | —  |
| 2015–16           | Dallas Stars      | NHL               | 76  | 10 | 48  | 58  | 30  | 13 | 1 | 3  | 4  | 2  |
| 2016–17           | Dallas Stars      | NHL               | 80  | 13 | 36  | 49  | 34  | —  | — | —  | —  | —  |
| 2017–18           | Dallas Stars      | NHL               | 82  | 8  | 59  | 67  | 26  | —  | — | —  | —  | —  |
| NHL totalt        | NHL totalt        | NHL totalt        | 303 | 42 | 172 | 214 | 122 | 13 | 1 | 3  | 4  | 2  |
| Elitserien totalt | Elitserien totalt | Elitserien totalt | 117 | 13 | 37  | 50  | 34  | 16 | 0 | 4  | 4  | 14 |

### Internationellt
| År            | Lag           | Turnering     | Matcher | Mål | Assist | Poäng | Utv |
| ------------- | ------------- | ------------- | ------- | --- | ------ | ----- | --- |
| 2011          | Sverige       | JVM           | 6       | 1   | 1      | 2     | 0   |
| 2012          | Sverige       | JVM           | 6       | 0   | 3      | 3     | 4   |
| 2015          | Sverige       | VM            | 7       | 2   | 4      | 6     | 0   |
| Junior totalt | Junior totalt | Junior totalt | 12      | 1   | 4      | 5     | 4   |